# John French
John Denton Pinkstone French, 1º conde de Ypres (Kent, 28 de setembro, 1852 — 22 de maio de 1925) foi um militar britânico. Foi eleito como comandante e chefe da Força Expedicionária Britânica logo no início da Primeira Guerra Mundial. Foi duramente criticado por sua liderança confusa em Ypres, Bélgica, o que causou um grande número de baixas britânicas. Foi forçado a resignar em 1915.

## Vida
Nascido em Kent em uma família anglo-irlandesa, ele teve um breve serviço como aspirante na Marinha Real, antes de se tornar oficial de cavalaria. Ele alcançou uma promoção rápida e se destacou na missão britânica para socorrer o Major-General Charles George Gordon em Cartum, Sudão. French teve uma reputação considerável como mulherengo ao longo de sua vida, e sua carreira quase terminou quando ele foi citado no divórcio de um oficial irmão quando estava na Índia no início da década de 1890.
French se tornou um herói nacional durante a Segunda Guerra dos Bôeres. Ele venceu a Batalha de Elandslaagte perto de Ladysmith, escapando sob fogo no último trem quando o cerco começou. Ele então comandou a Divisão de Cavalaria, vencendo a Batalha de Klip Drift durante uma marcha para substituir Kimberley. Mais tarde, ele conduziu operações de contra-insurgência na Colônia do Cabo.
Durante o período eduardiano, ele comandou o I Corpo de Exército em Aldershot, depois serviu como Inspetor-Geral do Exército, antes de se tornar Chefe do Estado-Maior Geral Imperial (CIGS, o chefe profissional do Exército Britânico) em 1912. Durante esse tempo, ele ajudou a preparar o exército britânico por uma possível guerra europeia, e foi também um dos que insistiu, na chamada "controvérsia da cavalaria", que a cavalaria ainda fosse treinada para atacar com sabre e lança, em vez de apenas lutar desmontada com armas de fogo. Durante o incidente de Curragh, ele teve que renunciar ao CIGS depois de prometer a Hubert Gough por escrito que o Exército não seria usado para coagir os protestantes do Ulster a um governo autônomo na Irlanda.
O papel mais importante de French foi como Comandante-em-Chefe (C-in-C) da Força Expedicionária Britânica (BEF) durante o primeiro ano e meio da Primeira Guerra Mundial. Ele teve um choque de personalidade imediato com o general francês Charles Lanrezac. Depois que os britânicos sofreram pesadas baixas nas batalhas de Mons e Le Cateau (onde Smith-Dorrien fez uma posição contrária aos desejos de French), os franceses queriam retirar o BEF da linha aliada para reequipá-los e apenas concordaram em participar da Primeira Batalha do Marne após uma reunião privada com o Secretário de Estado da Guerra, Lord Kitchener, contra quem ele guardou rancor depois disso. Em maio de 1915, ele vazou informações sobre a escassez de granadas para a imprensa na esperança de conseguir a remoção de Kitchener. No verão de 1915, o comando francês estava sendo cada vez mais criticado em Londres por Kitchener e outros membros do governo, e por Haig, William Robert Robertson e outros generais seniores na França. Depois da Batalha de Loos, na qual a lenta liberação do XI Corpo de exército da reserva pelos franceses foi responsabilizada pelo fracasso em alcançar um avanço decisivo no primeiro dia, H.H. Asquith, o primeiro-ministro britânico, exigiu sua renúncia. Haig, que antes era um subordinado de confiança de French e que o salvou da falência emprestando-lhe uma grande soma de dinheiro em 1899, o substituiu.
French foi então nomeado Comandante-em-Chefe das Forças Internas para 1916–1918. Esse período viu o país ficar cada vez mais com falta de mão de obra para o Exército. Enquanto a Terceira Batalha de Ypres estava em andamento, French, como parte das manobras de Lloyd George para reduzir o poder de Haig e Robertson, apresentou um artigo que criticava o histórico de comando de Haig e recomendava que não houvesse mais ofensivas importantes até a Força Expedicionária Americana (AEF) estava presente com força. Ele então se tornou Lorde Tenente da Irlanda em 1918, posição que ocupou durante grande parte da Guerra da Independência da Irlanda (1919–1922), no qual sua própria irmã estava envolvida no lado republicano. Durante esse tempo, ele publicou 1914, um volume de memórias impreciso e muito criticado.